# Sagartiidae
Sagartiidae Gosse, 1858 è una famiglia di esacoralli dell'ordine Actiniaria.

## Descrizione
La famiglia comprende anemoni di mare dal corpo delicato, usualmente privo di cuticola e con cinclidi, che presenta muscoli basali e uno sfintere marginale mesogleale. Possiedono almeno sei paia di mesenteri completi, con aconzi dotati di nematocisti basitriche, microbasiche, p-amastigofore.

## Tassonomia
La famiglia comprende i seguenti generi:
- Actinothoe Fischer, 1889
- Anthothoe Carlgren, 1938
- Artemidactis Stephenson, 1918
- Botryon Carlgren & Hedgepeth, 1952
- Cancrisocia
- Carcinactis
- Cereus Ilmoni, 1830
- Englandactis Fautin, 2016
- Gregoria
- Habrosanthus Cutress, 1961
- Marmara Ocaña & Çinar, 2018
- Octophellia
- Sagartia Gosse, 1855
- Sagartianthus
- Sagartiogeton Carlgren, 1924
- Verrillactis